# Burgo real

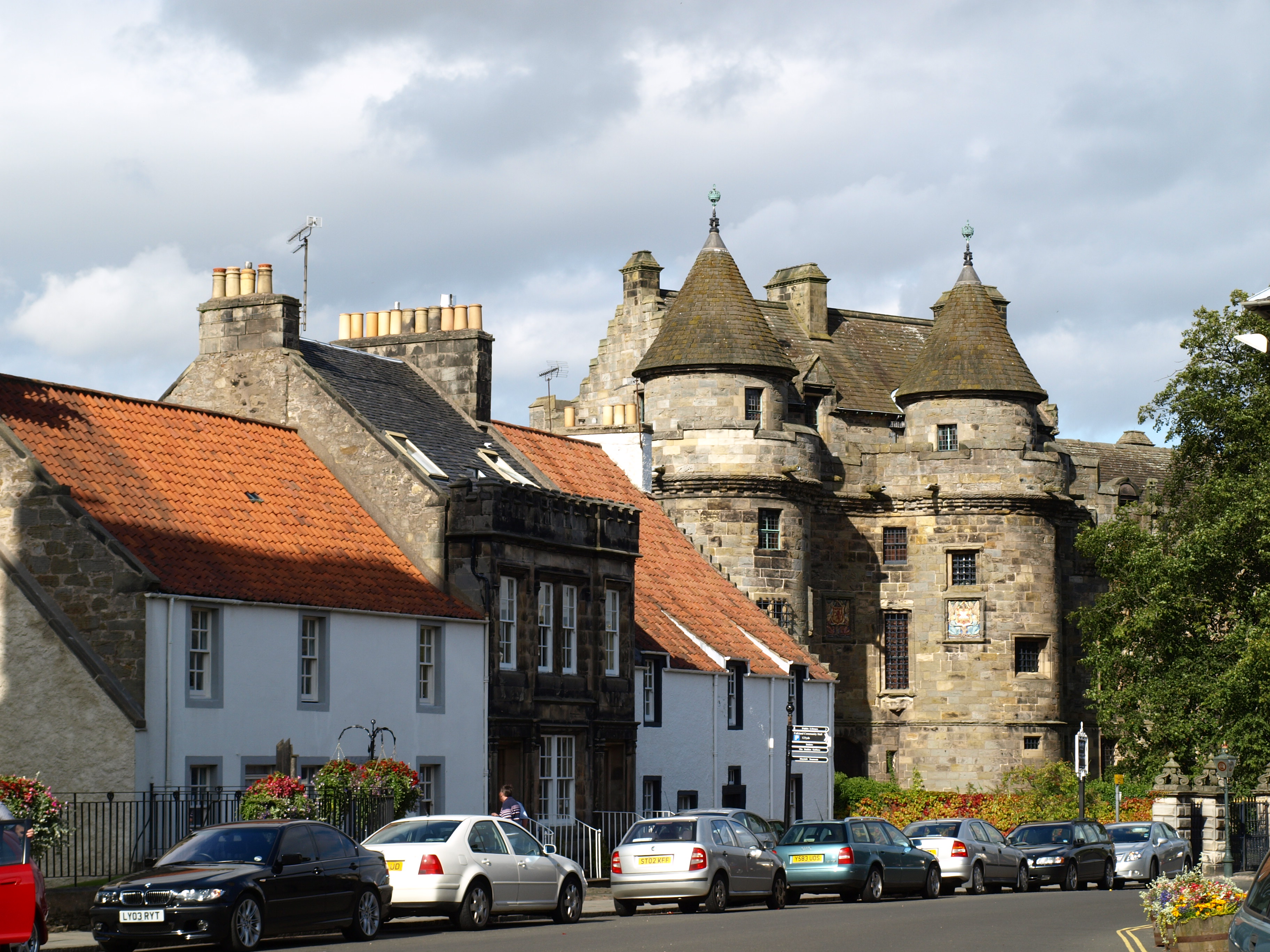
Falkland en Fife, creado como burgo real en 1458

Un burgo real era un tipo de burgo escocés que había sido fundado por una cédula real o al que se le había concedido posteriormente. Aunque fue abolido por ley en 1975, el término sigue siendo utilizado por muchos antiguos burgos reales.
La mayoría de los burgos reales fueron creados por la Corona o ascendidos desde otro estatus, como el de burgo de baronía. A medida que fueron surgiendo distintas clases de burgos, los burgos reales -que originalmente se distinguían por estar en tierras reales- adquirieron el monopolio del comercio exterior.
Un documento importante para cada burgo era su carta de burgo, que creaba el burgo o confirmaba los derechos del burgo establecidos (quizás verbalmente) por un monarca anterior. Cada burgo real (con la excepción de cuatro "burgos inactivos") estaba representado en el Parlamento de Escocia y podía nombrar bailes con amplios poderes en materia de justicia civil y penal. En 1707 había 70 burgos reales.
La Ley de Burgos Reales de 1833 reformó la elección de los ayuntamientos que gobernaban los burgos reales. Las personas con derecho a voto en las elecciones parlamentarias en virtud de la Ley de Reforma de 1832 tenían ahora derecho a elegir a los concejales de los burgos.

## Orígenes
Antes del reinado de David I, Escocia no tenía ciudades. Lo más parecido a las ciudades eran las concentraciones de población superiores a la media en torno a los grandes monasterios, como Dunkeld y St Andrews, y las fortificaciones de importancia regional. Escocia, al menos fuera de Lothian, estaba poblada por aldeas dispersas, y fuera de esa zona, carecía de la aldea nucleada de estilo continental. David I estableció los primeros burgos en Escocia, inicialmente sólo en el Lothian de habla inglesa media (nota: Tain reclama un fuero que data de 1066 bajo Malcolm III) [cita requerida]. Los primeros burgos, fundados hacia 1124, fueron Berwick y Roxburgh. Sin embargo, para 1130, David había establecido burgos en zonas gaélicas: Stirling, Dunfermline, Perth y Scone, además de Edimburgo. La conquista de Moray en ese mismo año condujo al establecimiento de burgos en Elgin y Forres. Antes de la muerte de David, St Andrews, Montrose, y Aberdeen también eran burgos. En los reinados de Máel Coluim IV y de Guillermo, se añadieron burgos en Inverness, Banff, Cullen, Auldearn, Nairn, Inverurie, Kintore, Brechin, Forfar, Arbroath, Dundee, Lanark, Dumfries y (excepcionalmente para la costa occidental)  Ayr. También surgieron nuevos burgos de Lothian, en Haddington y Peebles.  En 1210, había 40 burgos en el reino escocés. Rosemarkie, Dingwall y Cromarty también eran burgos en las Guerras de Independencia de Escocia. 
David I estableció los primeros burgos, y sus estatutos y Leges Burgorum (normas que rigen prácticamente todos los aspectos de la vida y el trabajo en un burgo) fueron copiados casi al pie de la letra de las costumbres de Newcastle upon Tyne.[cita requerida]  En esencia, importó el burgo a sus dominios "escoceses" desde los ingleses. Los burgos estaban poblados en su mayoría por extranjeros, más que por escoceses nativos o incluso por lothianos. El grupo étnico predominante eran los flamencos, pero los primeros burgueses eran también ingleses, franceses y alemanes. El vocabulario de los burgos se componía totalmente de términos germánicos (no necesariamente o incluso predominantemente ingleses) como croft, rood, gild, gait y wynd, o franceses como provost, bailie, vennel, port y ferme. Los consejos que gobernaban cada burgo se denominaban individualmente lie doussane, que significa la docena. 

## Lista de burgos

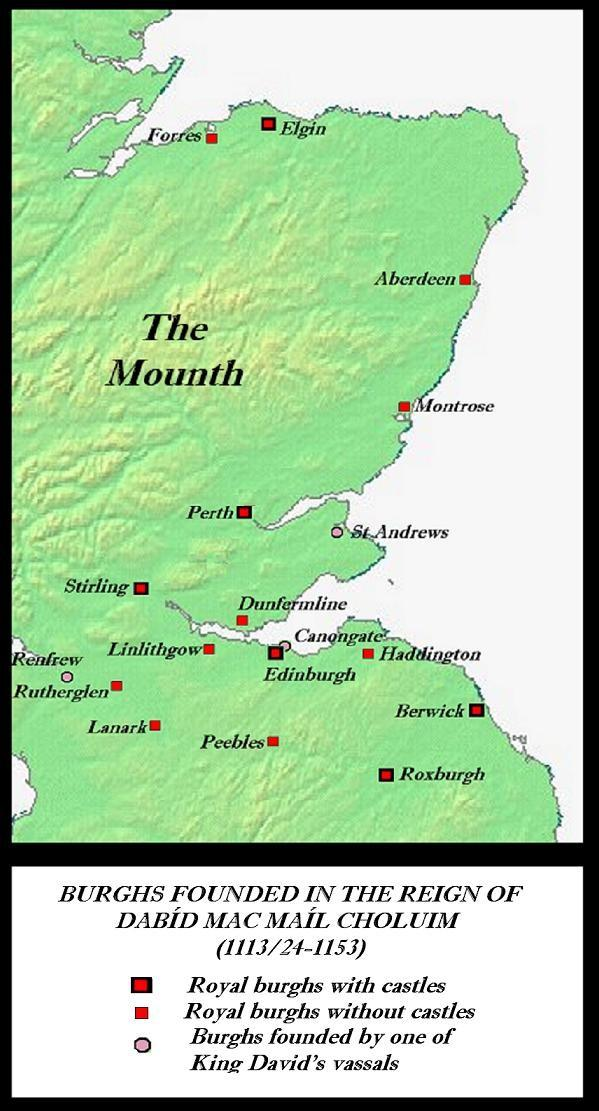
Burgueses en 1153

La lista se basa en las siguientes referencias.

### En 1153 (real)
- Aberdeen
- Berwick-upon-Tweed (antes de 1124)
- Dundee
- Lanark (1140)
- Edimburgo
- Dunfermline
- Elgin
- Forres
- Linlithgow
- Montrose
- Peebles
- Perth (tiene prioridad sobre todos los demás burgos, excepto Edimburgo)
- Rutherglen
- Roxburgh (Creado como burgo real hacia 1124. En el siglo XV había decaído y, con la destrucción del castillo de Roxburgh en 1460, dejó de existir. Parte de Roxburgh se incluyó en el burgo de la baronía de Kelso en 1614, y en 1936 Lord Lyon reconoció a Kelso como sucesor del burgo real).[1][2]
- Stirling
- Tain

### Hacia 1153 (los Burghs pasan entre el rey y otros señores)
- Haddington (concedido a Ada, Condesa de Northumberland entre 1139 y 1178)
- Renfrew (antes de 1153 había sido concedido a Walter FitzAlan, Gran Senescal de Escocia, reconfirmado como burgo real 1397)

### Para 1153 (Burghs controlados por otros señores)
- Canongate (ahora parte de Edimburgo)
- St Andrews

### Para 1214 (real)
- Ayr
- Auldearn
- Cullen
- Dumfries
- Forfar
- Inverkeithing
- Inverness
- Jedburgh
- Kinghorn
- Kintore
- Lauder
- Nairn

### Hacia 1214 (los Burghs pasan entre el rey y otros señores)
- Crail

### Para 1214 (Burghs controlados por otros señores)
- Annan (burgo real en 1532)
- Arbroath
- Brechin
- Dundee
- Glasgow
- Kirkintilloch
- Prestwick

### Burgos creados por Alejandro II
- Dingwall (1226) (posteriormente se convirtió en un burgo de la baronía del Conde de Ross 1321, restablecido como burgo real en el siglo XV)
- Dumbarton (1222)

### Para el 1300 (real)
- Auchterarder (el estatus se había perdido en 1707)
- Cromarty (parece que se convirtió en un burgo de baronía bajo el Conde de Ross 1315, restablecido como burgo real 1593)
- Fyvie
- Kilrenny
- Lanark
- Rosemarkie
- Selkirk
- Wigtown

### Hacia 1300 (Burghs controlados por otros señores)
- Crawford (había dejado de existir en el siglo XVI)
- Dunbar (se convirtió en burgo real en 1445)
- Inverurie (se convirtió en burgo real en 1558)
- Irvine (se convirtió en burgo real en 1372)
- Kelso (nunca se convirtió en burgo real)
- Lochmaben (un burgo real en 1447)
- Newburgh, Aberdeenshire (nunca se convirtió en burgo real)
- Newburgh, Fife (se convirtió en burgo real en 1631)
- Urr (de corta duración)

### Principios delsigloXIV
- Cupar (hacia 1327)
- Inverbervie (1342)

### Burgos creados por Roberto II
- Banff (1372)
- North Berwick (1373; suprimido por William Douglas, primer conde de Douglas, carta actual de 1568)

### Burgos creados por Robert III
- Rothesay (1400/1)

### Burgos creados por Jaime II
- Dunbar (1445)
- Falkland (1458)
- Kirkcudbright (1455)
- Lochmaben (fecha desconocida)
- Tain c 1439

### Burgos creados por Jaime III
- Elgin (1457) (se restablece el estatus de burgo real perdido en 1312)
- Kirkwall (1486)
- Nairn (1476) (se restablece el estatus de burgo real perdido en 1312)

### Burgos creados por Jaime IV
- Dingwall (1497/8) (restablecido)
- Forres (1496) (la carta restauró el estatus de burgo real perdido en 1312, aunque puede haber sido un burgo real de facto)
- Kintore (1506/7) (restablecido como burgo real)
- Whithorn (1511)

### Burghs creado por James V
- Annan (1538/9) (estatus confirmado)
- Auchtermuchty (1517)
- Burntisland (1541)
- Pittenweem (1541)

### Burgos creados por María, Reina de Escocia
- Inverurie (1558) (recuperó el estatus de burgo real)

### Burgos creados por Jaime VI
- Anstruther Easter (1583)
- Anstruther Wester (1587)
- Arbroath (1599)
- Cromarty (1593) (restablecido). Privado de sus derechos por el Consejo Privado en 1672. Restablecido posteriormente como burgo de baronía en 1685.
- Culross (1592)
- Earlsferry (1589) (la carta confirma el estatus desde tiempos inmemoriales)
- Glasgow (1611) (había sido de facto anteriormente)
- Fortrose (1590) pasó a formar parte del burgo real de Rosemarkie 1592
- Kilrenny (1592) (El burgo se incluyó en la lista de burgos reales por error y continuó disfrutando de ese estatus, a pesar de intentar renunciar a él)
- Rosemarkie (1592) por la unión del burgo real de Fortrose y el burgo de la baronía de Rosemarkie restablecido como burgo real de Fortrose 1661
- St Andrews (1620) (confirmación del estatus de facto)
- Sanquhar (1598)
- Stranraer (1617)
- Wick (1589)

### Burgos creados por Carlos I
- Brechin (1641) (estatus de facto ratificado por el Parlamento)
- Dornoch (1628)
- Fortrose (1661) (reforma del burgo real de Rosemarkie)
- Inveraray (1648)
- Kirkcaldy (1644) (aunque de facto desde 1574)
- New Galloway (1630)
- South Queensferry (1636)
- Newburgh, Fife (1631)

### Burgos creados por Guillermo II
- Campbeltown (1700)

### SigloXX
- Auchterarder (1951) (restablecido como burgo real)
- Elie y Earlsferry (1930) (formado por la unión del burgo real de Earlsferry y el burgo policial de Elie)
- Kilrenny, Anstruther Easter y Anstruther Wester (formados por la unión de tres burgos reales en 1930)

## Abolición y estatus desde 1975
Los derechos de los burgos reales fueron preservados (si no garantizados) por el artículo XXI del Tratado de Unión entre Escocia e Inglaterra de 1707, que establece "que los derechos y privilegios de los burgos reales en Escocia, tal como son ahora, permanecen íntegros después de la Unión y a pesar de ella".
Los burgos reales fueron abolidos en 1975 por la Ley de Gobierno Local (Escocia) de 1973, y el Gobierno de Su Majestad consideró que el mencionado artículo XXI, que quedaba así superado, había sido derogado por la Ley de 1973. En la actualidad, las ciudades se denominan a veces oficialmente "antiguos burgos reales", por ejemplo por la Comisión de Límites del Gobierno Local de Escocia.

La cuestión del futuro estatus de los burgos reales se discutió durante el debate sobre el proyecto de ley de gobierno local. En los Comunes, el 4 de diciembre de 1972, Ronald Murray, diputado por Edimburgo, Leith, declaró 
La mayoría de las ciudades y pueblos conocidos de Escocia se convirtieron en burgos reales por medio de una Carta. El proyecto de ley no dice que esas Cartas sean eliminadas o que no tengan efecto legal, pero el Anexo 24 deroga la legislación en la que parecen basarse. Espero que el Gobierno no tenga la intención de abolir por completo los antiguos derechos de los burgos reales, al menos de ser burgos reales". 

En junio de 1973, David Steel (diputado por Roxburgh, Selkirk and Peebles), presentó sin éxito una enmienda que 
el título de "Preboste" se otorgará al presidente de cualquier consejo comunitario que tenga su base en cualquier burgo existente... para... llevar adelante un título que aparece, por ejemplo, en las Cartas Reales de esos burgos".
En 1977, Alick Buchanan-Smith (diputado por North Angus y Mearns) pidió a Frank McElhone, subsecretario parlamentario de Estado para Escocia:
por qué un consejo comunitario de un antiguo burgo real no puede utilizar las palabras "Royal Burgh" en su título; y qué margen existe para la continuidad de los títulos históricos bajo la organización actual de las autoridades locales.
En respuesta, McElhone declaró:
El título que puede utilizar un consejo comunitario es una cuestión que debe decidir el consejo de distrito al elaborar el plan para los consejos comunitarios de su zona. El artículo 23 de la Ley de Gobierno Local (Escocia) de 1973 regula cualquier cambio de nombre de los consejos regionales, insulares o de distrito. No existe ninguna prohibición legal para la continuidad de los títulos históricos para otros fines.
En consecuencia, algunos consejos comunales creados desde 1975 tienen el término "Royal Burgh" incorporado en su título. Lord Lyon ha permitido que los escudos de armas de varios burgos reales sean rematriculados por los consejos comunitarios.

## Más información
- Barrow, G.W.S., Kingship and Unity: Scotland, 1000–1306, (Edimburgo, 1981)
- Donaldson, Gordon & Morpeth, Robert S., A Dictionary of Scottish History, Edimburgo, 1977; página 31 sobre el monopolio del comercio exterior
- Lynch, Michael, Scotland: A New History, Pimlico 1992; página 62 sobre el origen de los estatutos de los burgos
- McNeill, Peter G.B. & MacQueen, Hector L. (eds), Atlas of Scottish History to 1707, (Edimburgo, 1996)
- Smith, William Charles (1910-1911). «Encyclopædia Britannica».  En Chisholm, Hugh, ed. Encyclopædia Britannica. A Dictionary of Arts, Sciences, Literature, and General information (en inglés) (11.ª edición). Encyclopædia Britannica, Inc.; actualmente en dominio público.

- Datos: Q2928458